# Dicranomyia (Dicranomyia) cervina
Dicranomyia (Dicranomyia) cervina is een tweevleugelige uit de familie steltmuggen (Limoniidae). De soort komt voor in het Nearctisch gebied.